# بالينغن
بالينغن (بالألمانية: Balingen) هي Grosse Kreisstadt، مدينة وبلدة ألمانية تقع في ألمانيا في Zollernalbkreis. يقدر عدد سكانها بـ 34,357 نسمة .

## المدن التوأمة
مدينة رويان (فرنسا) هي مدينة توأمة لـبالينغن.

## أعلام
- فرانك ليمان
- كاثرين لانغ
- خواكيم شميد
- يوهان توبياس بيك
- فلوريان كاث